# Wie im Film
Wie im Film ist ein 1988 bei Intercord erschienenes Musikalbum der Gruppe Pur. Es war das letzte Album der Gruppe, das sich nicht in den Charts platzieren konnte.

## Entstehung und Veröffentlichung
Nachdem Pur ein Jahr vorher ihr selbstproduziertes Album PUR als erstes ihrer Alben bei einem Plattenlabel veröffentlichen konnten, entstand schon ein Jahr später das Album Wie im Film. Es war das einzige Pur-Album, bei dem F. Ferdinand Förster Produzent war, der von Intercord verpflichtet wurde. Dieser verpasste der Band einen von Keyboards und E-Drums dominierten Sound, den die Bandmitglieder im Nachhinein kritisierten. Bei Live-Auftritten mit Titeln dieses Albums benutzt die Band nun, nach eigener Aussage, „schönere“ Arrangements. Eine der veröffentlichten Singles, Funkelperlenaugen, war die erste der Band, die deutschlandweit im Radio gespielt wurde. Nach dem Album begann die langjährige Zusammenarbeit mit dem Produzenten Dieter Falk.
Auf dem Album taucht zum ersten Mal die von Pur erschaffene Kunstfigur Kowalski auf, die daraufhin auf zahlreichen weiteren Alben der Band in Erscheinung tritt, bis zum Album Mächtig viel Theater von 1998 mit dem Titel Kowalski 6. Der Titel Wenn sie diesen Tango hört erreichte 2015 in einer Coverversion von Daniel Wirtz Platz 14 der deutschen und jeweils Platz 21 der österreichischen und schweizerischen Charts.
Wie im Film wurde am 1. Juni 1988 veröffentlicht, konnte aber die Album-Charts nicht erreichen.
EMI legte Wie im Film 2002 neu auf, wobei das Album um drei Live-Versionen, eine Karaoke-Version und einen Audio-Kommentar erweitert wurde.

## Titelliste
1. Viel zu lang zu gut gegangen – 5:09
2. Wenn sie diesen Tango hört – 5:52
3. Solang' ich noch am Leben bin – 4:03
4. Nur im Film – 3:44
5. D-Mark – 2:23
6. Kowalski – 6:08
7. Funkelperlenaugen – 4:44
8. Festgerannt – 4:14
9. Immer weiter – 4:36
10. Schlafen – 4:43

2002 Digitally Remastered Rerelease von EMI / Universal Music
1. Funkelperlenaugen (Live) – 5:57
2. Wenn sie diesen Tango hört (Live) – 6:06
3. D-Mark (Live) – 3:28
4. Festgerannt (Karaoke-Version) – 3:46
5. Wie im Film (Audio-Kommentar) – 3:41